# Callambulyx sinjaevi
Callambulyx sinjaevi là một loài bướm đêm thuộc họ Sphingidae. Loài này có ở Thiểm Tây ở Trung Quốc.